# Quốc lộ 15 (Biên Hoà)
De Quốc lộ 15 (nationale weg 15) is een weg in de Vietnamese stad Biên Hòa in de provincie Đồng Nai. De weg vormt de verbinding tussen de Quốc lộ 1K nabij Trung Dũng en de Quốc lộ 51 nabij Long Thành.
QL1 · QL1B · QL1K · QL2 · QL3 · QL4 · QL5 · QL6 · QL7A · QL7B · QL8A · QL8B · QL9A · QL9B · QL12 · QL12A · QL14 · QL14B · QL14C · QL14D · QL14E · QL15 · QL15 (Biên Hoà) · QL18 · QL20 · QL51 · QL55 · QL56